# Viktoria-Farbstoffe
Als Viktoria-Farbstoffe werden eine Reihe strukturell nicht verwandter organischer Farbstoffe und anorganischer Pigmente bezeichnet. In den kommerziellen Namen tritt auch die Schreibweise „Victoria“ auf. 

## Vertreter
| Bezeichnung                    | Andere Namen | CAS-Nummer                                 | Strukturformel oder Zusammensetzung                                                                |
| ------------------------------ | --- | ------------------------------------------ | -------------------------------------------------------------------------------------------------- |
| Viktoriablau B                 | - (4-Anilino-1-naphthyl)bis[4-(dimethylamino)phenyl]methylium-chlorid - C.I. Basic Blue 26 - C.I. 44045            | 2580-56-5                                  | |
| Viktoriablau BO                | - C.I. Basic Blue 7 - C.I. 42595                                                                                   | 2390-60-5                                  | |
| Viktoriablau R                 | - Bis[4-(dimethylamino)phenyl]-[4-(ethylamino)-1-naphthyl]methylium-chlorid - C.I. Basic Blue 11 - C.I. 44040      | 2185-86-6                                  | |
| Viktoriablau 4R                | - Bis[4-(dimethylamino)phenyl]-[4-(N-methylanilino)-1-naphthyl]-methylium-chlorid - C.I. Basic Blue 8 - C.I. 42563 | 2185-87-7                                  | |
| Viktoriagelb                   | - Metanilgelb - Tropäolin G - C.I. Acid Yellow 36 - C.I. 13065                                                     | 587-98-4                                   | |
| Viktoriagrün                   | |                                            | Mischung aus Chromhydroxidhydratgrün, Bariumsulfat und Zinkchromat, angerührt mit Leinöl oder Leim |
| Viktoriagrün B Viktoriagrün WB | - Malachitgrün - C.I. Basic Green 4 - C.I. 42000                                                                   | - 569-64-2 (Chlorid) - 18015-76-4 (Oxalat) | |
| Viktoriaorange                 | - Natriumsalz des 2,6-Dinitro-p-kresols - Safransurrogat                                                           |                                            | |
| Viktoriarot                    | |                                            | Chrompigment, basisches Bleichromat                                                                |
| Viktoriarubin O                | - Amaranth - C.I. Acid Red 27 - C.I. Food Red 9 - C.I. 16185 - E 123                                               | 915-67-3 (Natriumsalz)                     | |
| Viktoriascharlach 4R           | - Cochenillerot A - Ponceau 4R, - C.I. Acid Red 18 - C.I. Food Red 7 - C.I. 16255 - E 124                          | 2611-82-7                                  | |